# Chris Adams
Christopher Adams, detto Chris (Rugby, 10 febbraio 1955 – Waxahachie, 7 ottobre 2001), è stato un wrestler e judoka britannico.
All'età di 21 anni, era già stato per tre volte campione nazionale britannico di judo nella sua categoria di peso. Come wrestler, Adams lottò principalmente in Texas, in particolare nella World Class Championship Wrestling, dove era una delle stelle di punta della federazione. Adams è inoltre celebre per aver allenato Scott Hall nel 1984 e Steve Austin nel 1989. Infine, deve la sua notorietà al fatto di essere stato il primo wrestler ad utilizzare come mossa finale il "superkick", che sarebbe stato successivamente utilizzato da dozzine di altri lottatori (specialmente Shawn Michaels che lo ribattezzò "Sweet Chin Music").

## Biografia
Christopher Adams nacque a Rugby (Warwickshire), figlio maggiore di Cyril e Jean Adams. Iniziò a praticare il judo sin dall'età di nove anni, dedicandovisi per quattordici anni diventando cintura nera. Lui e il fratello minore Neil vinsero titoli nazionali e mondiali nel judo, e Neil arrivò persino a conquistare la medaglia d'argento ai giochi olimpici estivi del 1980 e del 1984. Chris faceva parte della squadra olimpica britannica ai giochi del 1976, ma non partecipò alle competizioni.

## Carriera nel wrestling
Nel 1978 Adams entrò nel mondo del wrestling senza aver avuto una formazione vera e propria alle spalle, confidando sulla sua esperienza nelle arti marziali. Lottò dapprima nella Joint Promotions apparendo spesso nel programma televisivo britannico World of Sport sul canale ITV. Adams riscosse successo anche in patria, dove si aggiudicò il titolo British Commonwealth Tag Team insieme a Marty Jones, e il British Light Heavyweight Championship sconfiggendo Mark "Rollerball" Rocco. Ebbe un feud con Adrian Street mentre lottava in Inghilterra.
Nel 1981 si trasferì a Los Angeles. Inizialmente, Adams combatteva a piedi nudi, ma durante il suo primo tour negli Stati Uniti, iniziò ad indossare stivaletti da wrestling. Divenne celebre per il suo ampio set di mosse, che includevano manovre acrobatiche (compreso il celebre superkick da lui ideato). Esperto di arti marziali e cintura nera di judo, per Adams l'esecuzione della mossa prevedeva dapprima un back body drop per stendere l'avversario e quindi un superkick sul mento una volta che questi era tornato in piedi. In realtà Adams era solito usare un enzuigiri come "superkick"; al ritorno da una tournée in Giappone nei primi anni ottanta portò sui ring statunitensi la nuova versione, con il classico calcio alto al posto dell'enzuigiri. Fu anche il primo wrestler ad utilizzare un superkick dal paletto, intorno al 1989.
Vinse il titolo NWA Americas nel 1982, e fu campione NWA Americas Tag Team insieme a Tom Prichard e Ringo Rigby. Si stabilì a Santa Monica e lottò in California, nella Pacific Northwest di Don Owen, facendo anche molte tournée all'estero in Giappone, Messico, Europa, e Canada.

### World Class Championship Wrestling e Texas (1983–1986)
Nel 1983, fu contattato da Fritz Von Erich che gli propose un contratto con la World Class Championship Wrestling. Entrò nella compagnia il 15 aprile 1983, lottando due volte nella stessa serata: prima sconfiggendo Roberto Renesto nel match d'apertura e poi The Mongol per squalifica. Fu in questo momento della sua carriera che iniziò ad utilizzare il soprannome "gentleman", legato alle sue origini britanniche.
Chris perse la sua imbattibilità in WCCW dopo undici match complessivi venendo sconfitto da Kamala il 20 giugno a Fort Worth. Di frequente combatteva in coppia con Kerry Von Erich, o più in generale con i fratelli Von Erich in match contro i Fabulous Freebirds.

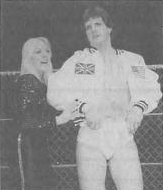
Chris Adams e Sunshine nel 1984

Poco dopo, Adams e Jimmy Garvin iniziarono un feud, che coinvolse le loro vallette Sunshine e Precious. Il 21 ottobre 1983, Adams si presentò camuffato con il ring name "The Masked Avenger" per avere una shot al titolo NWA American Heavyweight Championship, che sfruttò vincendo il titolo alla Reunion Arena nel Giorno del Ringraziamento; questo fu il primo dei suoi cinque titoli World Class American/World Class World Heavyweight vinti in carriera.
In agosto, Adams assunse il manager Gary Hart, ed effettuò un turn heel nel settembre 1984 durante un tag team match a Dallas.
Dopo un match perso contro Kevin il 27 ottobre 1984, la famiglia Von Erich gli offrì il proprio perdono se avesse licenziato il malvagio manager Hart. In tutta risposta, Adams prese una sedia di legno e la fracassò in testa a Kevin infortunandolo seriamente. Secondo Adams, la sedia si ruppe accidentalmente in due pezzi, e ciò causò il vero ferimento di Kevin. Fuori dal ring, Kevin e Chris erano grandi amici. In tempi recenti, Kevin ha affermato in diverse interviste, che Adams è stato il wrestler più difficile da battere che abbia mai incontrato in tutta la sua carriera.

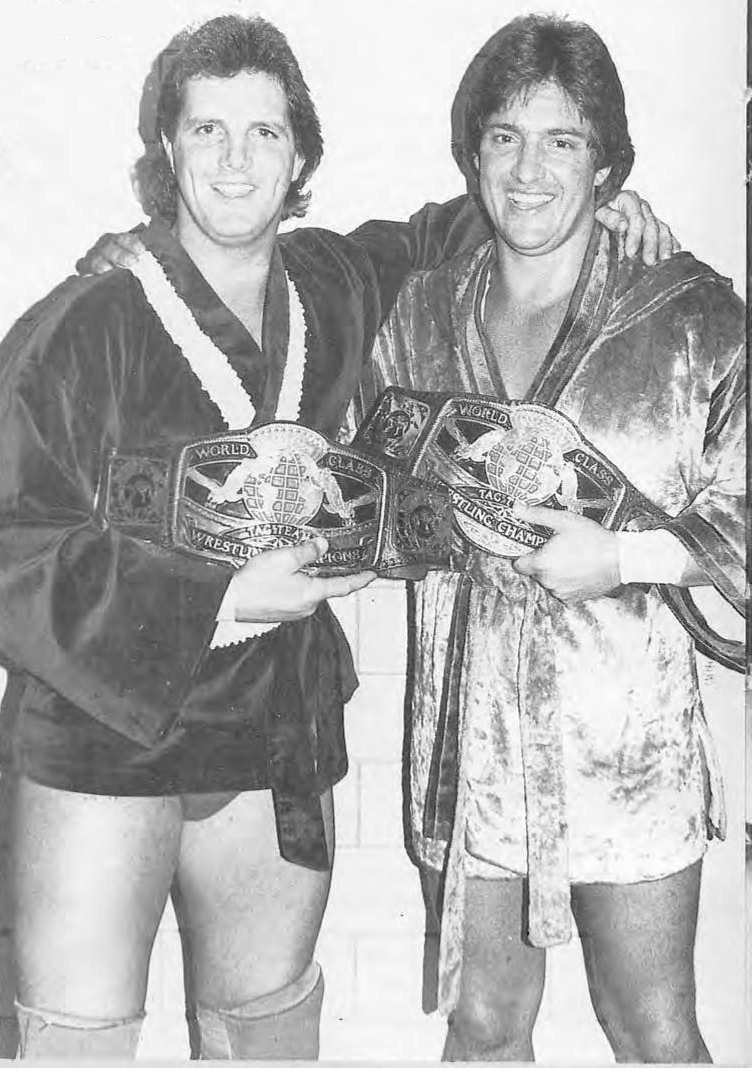
Chris Adams e Gino Hernandez con i titoli WCWA World Tag Team Championship (1986)

Successivamente, Adams prese parte ad un six-man tag team match insieme a Jake Roberts e Gino Hernandez, dove sconfisse Kerry Von Erich, Mike Von Erich e Bobby Fulton (che sostituiva l'infortunato Kevin Von Erich). Durante il match, il pubblico in sala iniziò ad intonare il coro «Chris è un traditore!» Tuttavia, nello stesso periodo, egli spesso combatteva da face nella Mid South (poi UWF) di Bill Watts.
All'inizio del 1985, Adams licenziò Hart (kayfabe) ed iniziò a sfidare quasi ogni wrestler WCCW, face o heel che fosse. Si alleò con Gino Hernandez per formare la seconda versione dei Dynamic Duo. In aggiunta, Adams affrontò svariate volte il campione NWA World Ric Flair, arrivando vicino a vincere la cintura in due occasioni diverse. Altro angle che lo coinvolse fu una rivalità per stabilire chi avesse il "superkick" migliore tra lui e The Great Kabuki. L'8 agosto 1986 affrontò un giovane Ultimate Warrior (all'epoca conosciuto ancora come "Dingo Warrior") durante uno show WCCW, perdendo l'incontro.
Mentre lottava in coppia con Hernandez, Adams sviluppò una gimmick che successivamente venne sfruttata da Brutus Beefcake. Infatti, era solito tagliare i capelli degli avversari dopo i match. Questo fatto portò all'evento Showdown at the Cotton Bowl a Dallas, nell'ottobre 1985, dove Adams e Hernandez affrontarono Kevin & Kerry Von Erich in un Lumberjack Loser-Loses-Hair Match, vinto dai Von Erich e che vide come risultato Adams e Hernandez rapati a zero, costringendo i due a combattere temporaneamente indossando delle maschere in attesa che i capelli ricrescessero. Adams e Hernandez si separarono ed ebbero un feud l'uno contro l'altro. Durante questo periodo, Adams iniziò a lottare nella Texas All-Star Wrestling di San Antonio, ridiventando uno dei "buoni".
Nel Natale del 1985, Adams & Hernandez si riunirono per affrontare i Cosmic Cowboys (Kevin & Kerry Von Erich). Durante il match, Hernandez, prendendo come pretesto un ginocchio infortunato, si rifiutò di dare il cambio a Adams, che venne quindi brutalmente malmenato dai fratelli Von Erich. Il 27 gennaio 1986 Adams e Hernandez si affrontarono nuovamente in un Loser Loses Hair Match, dove a prevalere fu Chris per squalifica.
Hernandez venne trovato morto il 4 febbraio 1986 vittima di un'overdose di cocaina. Quattro giorni dopo il ritorno di Adams in Inghilterra, egli venne interrogato da Scotland Yard circa la morte di Hernandez (che inizialmente era sembrata un omicidio), come persona informata dei fatti ma non venne mai incriminato o preso in considerazione come sospetto. Il 30 giugno, mentre tornava da uno show di wrestling tenutosi a Porto Rico, Adams diede una testata ad un pilota di linea, e l'episodio gli costò una condanna a 90 giorni di carcere ed una multa di 500 dollari. Durante il volo, Chris, in evidente stato di alterazione, divenne aggressivo e violento quando gli venne detto che era vietata la vendita di alcolici sull'aereo, e dovette essere trattenuto a forza da Kevin Von Erich.
Nel marzo 1986, Adams fece un tour in Giappone lottando in svariati eventi della New Japan Pro Wrestling. Questi incontri non furono mai trasmessi in tv dalla World Class. In aprile, Adams tornò nella Texas All-Star Wrestling e nella WCCW, dove ebbe molti match con Matt Borne, Blackjack Mulligan, Kabuki, Buzz Sawyer, e Rick Rude. In questo periodo vinse il titolo WCCW e lo detenne fino all'uscita dalla compagnia nel settembre seguente a causa di problemi di natura legale, dichiarando la cintura vacante; per spiegare il tutto, la WCCW affermò che Black Bart aveva vinto il titolo in un match contro Adams a Los Angeles, che in realtà non si era mai disputato. Bart avrebbe poi ceduto il titolo un mese dopo a Kevin Von Erich.
Adams lasciò la World Class nel settembre 1986 per trasferirsi alla Universal Wrestling Federation di Bill Watts, poi assorbita dalla NWA. Alla fine di agosto del 1987, Adams tornò nella World Class.

### Circuito indipendente (1987–1997)
Verso la fine del 1986, Adams se ne andò dalla Universal Wrestling Federation, dove aveva conquistato il titolo di campione di coppia insieme a Terry Taylor. Due mesi dopo, Taylor e Adams iniziarono un violento feud che si sarebbe protratto nel 1988 anche nella WCCW. Chris e l'ex partner King Parsons ebbero un feud simile, che tra alti e bassi sarebbe andato avanti per un decennio. Inoltre, Adams lottò in Missouri, nella World Wrestling Alliance (ex Central States Wrestling) e fece un breve stint nella Southern Championship Wrestling (dove vinse il titolo assoluto nel 1988). Alla fine del 1988, Adams aprì la sua personale scuola di wrestling a Dallas, prima di tornare nella World Class. Nel 1989, Steve Austin fu uno dei suoi alunni, e nello spazio di cinque mesi, egli debuttò nel suo primo match ufficiale. Allievo e maestro ebbero un feud l'uno contro l'altro nella United States Wrestling Association. In febbraio Chris Adams venne arrestato a Lufkin (Texas), con l'accusa di aver picchiato la moglie, Toni, durante una lite mentre era ubriaco. Fu condannato ad un anno di libertà vigilata.
Alla fine del 1990, poco tempo dopo la chiusura della WCCW, Adams partecipò al Pat O'Connor Memorial Tag Team Tournament svoltosi a Starrcade, lottando insieme a Norman Smiley contro Konnan & Rey Misterio.
Sporadicamente lottò anche in varie federazioni minori facenti parte del circuito indipendente, inclusa la Global Wrestling Federation (GWF), nella quale vinse per due volte il titolo Heavyweight Championship nel 1994. Inoltre, nel 1993 sponsorizzò (in collaborazione con la Pepsi) un tour in Nigeria, che riscosse modesto successo. Il tour vedeva la presenza di numerose ex stelle del wrestling, come The Iron Sheik.
Durante lo stint nella GWF, Adams formò un tag team con Kerry Von Erich, che durò fino al suicidio di Von Erich avvenuto il 18 febbraio 1993.
Per alcuni mesi, lottò nella United States Wrestling Association, dove restò coinvolto in un angle con Brian Christopher, ed affrontò svariate volte Eddie Gilbert con in palio il titolo Heavyweight.
Poi fu la volta della NWA Dallas dove ebbe diversi match contro Greg Valentine, Black Bart, Michael Hayes e Tully Blanchard.
Dopo il periodo NWA, Chris si trasferì nella American Wrestling Federation, una federazione di Chicago, dove ebbe un feud con Jonnie Stewart.

### World Championship Wrestling (1997–1999)
Nel 1997, Adams andò a combattere nella World Championship Wrestling in qualità di midcard. Egli avrebbe dovuto entrare a far parte del tag team dei Blue Bloods, ma a causa del reale cattivo rapporto che correva tra Adams e Steven Regal, il progetto non si concretizzò mai. Chris ebbe allora una rivalità con Glacier. Lottò poi contro Randy Savage nel corso della prima puntata in assoluto di WCW Thunder nel gennaio 1998; riuscendo a schienare Savage, ma senza l'ufficialità della vittoria in quanto J.J. Dillon capovolse la decisione ed assegnò la vincita a Macho Man per squalifica a causa delle interferenze nel match messe in atto da Lex Luger. A parte questo raro caso, Adams in WCW venne utilizzato come un mero jobber e a fine 1999, lasciò la federazione senza rimpianti. Fece ritorno in Texas iniziando a svolgere l'attività di promoter e wrestler part-time, apparendo sporadicamente nell'NWA Southwest.

## Vita privata
Chris Adams ebbe una relazione con la modella inglese Jeanie Clarke, sotto contratto con la NWA con il nome "Lady Blossom". La coppia, ebbe una figlia, Jade. Jade venne in seguito adottata dal secondo marito della Clarke, Steve Austin.
In seguito, Chris si sposò con Toni Collins il 20 dicembre 1984 alle Hawaii. Insieme ebbero un figlio, Christopher Jr. La coppia divorziò il 15 agosto 1994. Toni Collins è morta il 24 giugno 2010 all'età di 45 anni.
Adams ebbe anche un'altra figlia, Julia (nata nel 1994), frutto della relazione con Brandi Freeman. I due si separarono alla fine del 1999. La Freeman morì nel 2003 a causa di un'overdose di droga.
Il secondo matrimonio di Chris Adams fu celebrato solo sei settimane prima della sua morte. Sposò Karen J. Burge il 25 agosto 2001 a Dallas.

### Morte
Nell'aprile 2000, Adams e la sua fidanzata da quattro mesi, Linda Kaphengst, furono rinvenuti privi di coscienza all'interno dell'appartamento di un amico comune, entrambi vittime di un'overdose di droga e alcol. Adams riuscì a riprendersi, ma la Kaphengst morì in un ospedale locale dieci ore più tardi. Più di un anno dopo, Adams venne incriminato per omicidio colposo, ma il 7 ottobre 2001, mentre era in attesa del processo, gli spararono nel petto uccidendolo durante una rissa tra ubriachi. Ad uccidere Adams fu tale "Booray" alias Brent Parnell che gli sparò dopo una discussione nella sua casa di Waxahachie, in Texas. Il possessore dell'arma dichiarò di avere sparato per legittima difesa e venne prosciolto da ogni accusa.
Poco tempo prima della sua morte, Adams, che era considerato ormai in stato di semi-ritiro, aveva pianificato di trasferirsi in Florida per combattere in una federazione di wrestling che vedeva la presenza di molte vecchie glorie WCW e WWE del passato, incluso Hulk Hogan.
Un documentario su Adams, intitolato The Gentleman's Choice, è stato distribuito il 16 dicembre 2008 dall'ex promoter WCCW Mickey Grant, e contiene interviste a molti amici di Adams e a suoi famigliari, incluso il fratello Neil, Bill Mercer, l'arbitro David Manning, Kevin Von Erich, Jeanie Clarke (accreditata come Jeanie Adams nel documentario), la vedova Karen, e Gary Hart.
Nel 2011, la figlia di Adams, Jade, lanciò un sito internet dedicato alla memoria del padre, insieme al figlio Chris Jr. ed alla figlia minore Julia.

## Personaggio
Mosse finali
- Enzuigiri[14]
- Superkick, talvolta dalla terza corda[14][15] – Ideatore
- Super Lock (Sharpshooter)[14]

Manager
- Toni Adams
- Gary Hart
- Sunshine

Soprannomi
- "Gentleman"
- "Judo"
- "Black Belt"

## Titoli e riconoscimenti
- Global Wrestling Federation
  - GWF North American Heavyweight Championship (2)
- National Class Wrestling
  - NCW Heavyweight Championship (1)[16]
- NWA Hollywood Wrestling
  - NWA Americas Heavyweight Championship (2)
  - NWA Americas Tag Team Championship (2) – con Tom Prichard (1) & Ringo Rigsby
- Pro Wrestling Illustrated
  - PWI Most Inspirational Wrestler of the Year (1986)[17]
  - 160º nella lista dei migliori 500 wrestler nei "PWI Years" del 2003
  - 65º (con Gino Hernandez) nella lista dei 100 migliori tag team nei "PWI Years" del 2003
- Southern Championship Wrestling
  - SCW Heavyweight Championship (1)[16]
- Universal Wrestling Association
  - WWF Light Heavyweight Championship (1)1
- Universal Wrestling Federation
  - UWF World Tag Team Championship (1) – con Terry Taylor
- World Class Championship Wrestling / World Class Wrestling Association
  - NWA American Heavyweight Championship (4)
  - NWA American Tag Team Championship (2) – con Gino Hernandez
  - NWA Texas Brass Knuckles Championship (1)
  - NWA Texas Heavyweight Championship (1)
  - NWA World Six-Man Tag Team Championship (Texas version) (2) – con Gino Hernandez & Jake Roberts (1), e Steve Simpson & Kevin Von Erich (1)
  - WCCW Television Championship (3)
  - WCWA Television Championship (1)
  - WCWA World Heavyweight Championship (1)

1Quando Adams si aggiudicò la cintura, la vittoria e il regno da campione non erano più ufficialmente riconosciuti dalla WWE. Tutti i regni prima del dicembre 1997 non vengono riconosciuti dalla WWE.